# ابیانه

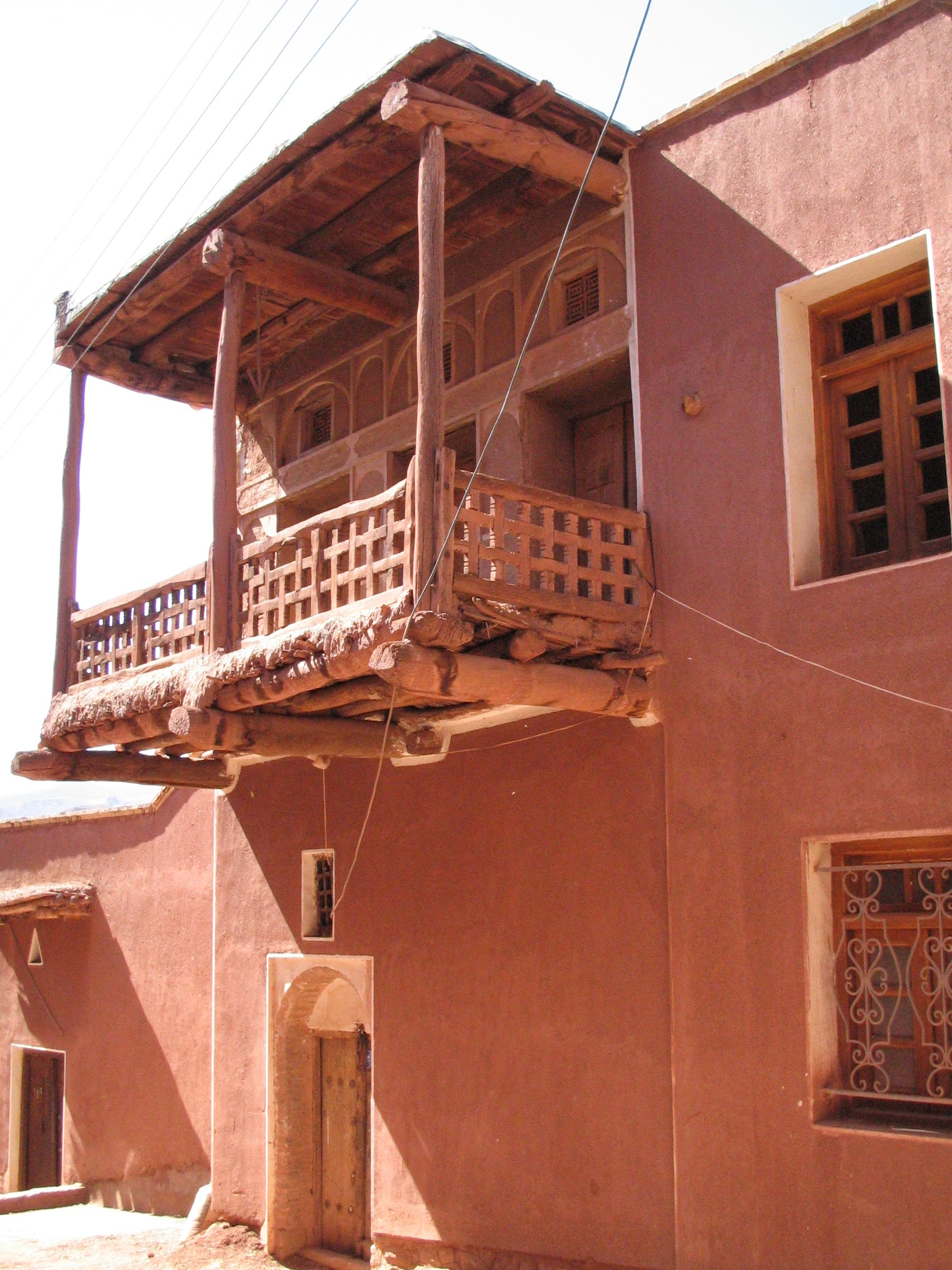
معماری بومی ابیانه

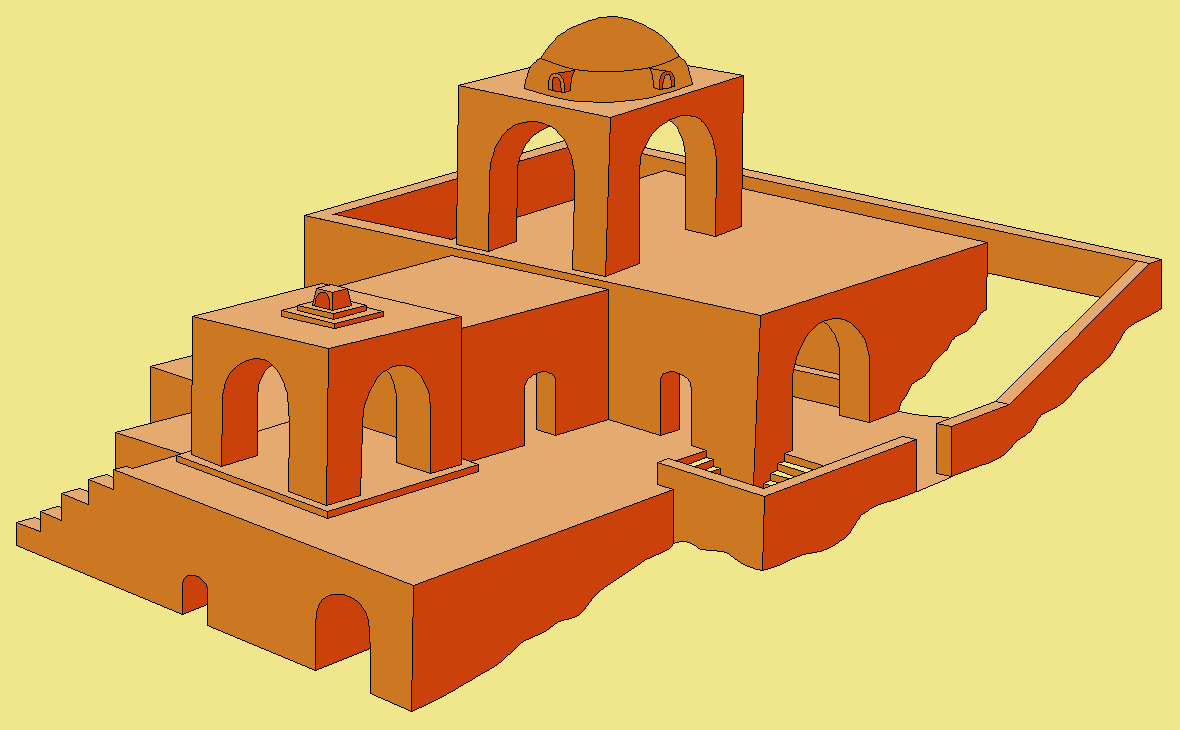
طرح بازسازی شده آتشکده ابیانه

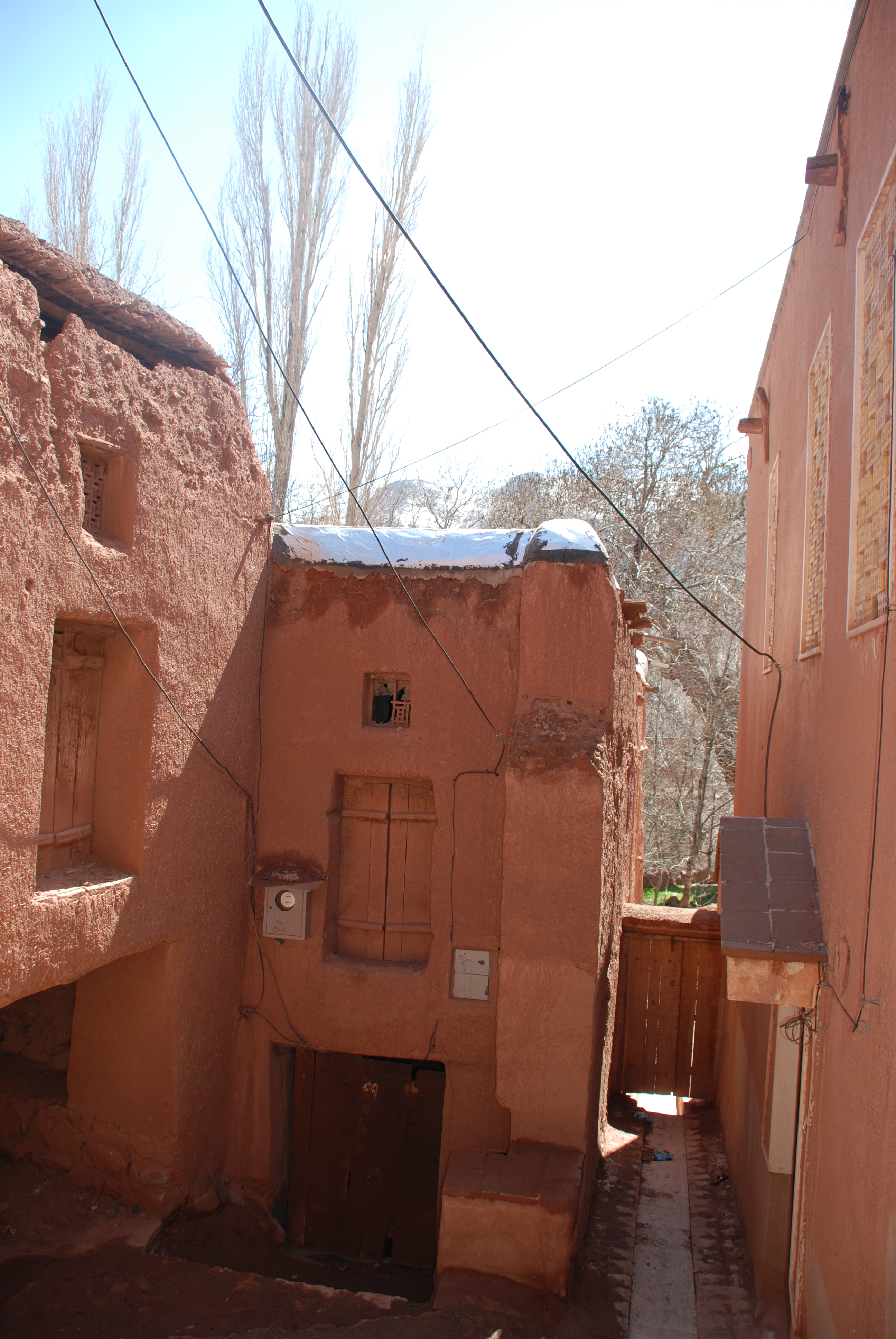
نمایی از یک کوچه در ابیانه

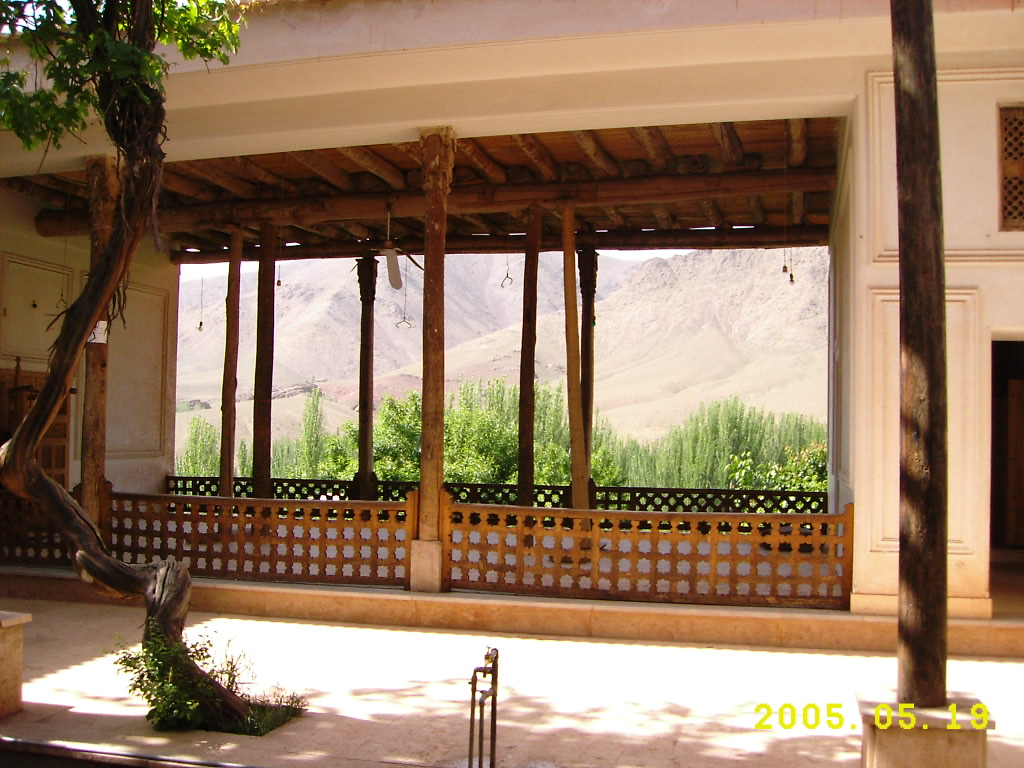
نمایی از امامزاده عیسی یحیی

اَبیانه روستایی از توابع بخش مرکزی شهرستان نطنز در استان اصفهان است. این روستا در تاریخ ۳۰ مرداد ۱۳۵۴ با شمارهٔ ثبت ۱۰۸۸ به‌عنوان یکی از آثار ملی ایران به ثبت رسیده است.
این روستا در ۳۸ کیلومتری شمال غربی نطنز در دامنهٔ کوه کرکس و یکی از بلندترین نقاط مسکونی در ایران واقع شده است. ارتفاع از سطح دریا در این روستا ۲۱۶۰ متر و دارای آب و هوای سرد و معتدل است. ابیانه به اعتبار معماری بومی و بناهای تاریخی پُرتنوع آن، از روستاهای مشهور ایران است.

## زبان
گویش ابیانه‌ای یکی از گویش‌های مرکزی ایران به‌شمار می‌رود و مانند دیگر گویش‌های مرکزی دارای ویژگی‌های منحصر به فردِ آوایی، صرفی (ساخت واژی) و نحوی است و در حوزه واژگان نیز نسبت به فارسی معیار، متفاوت و قابل بررسی است.

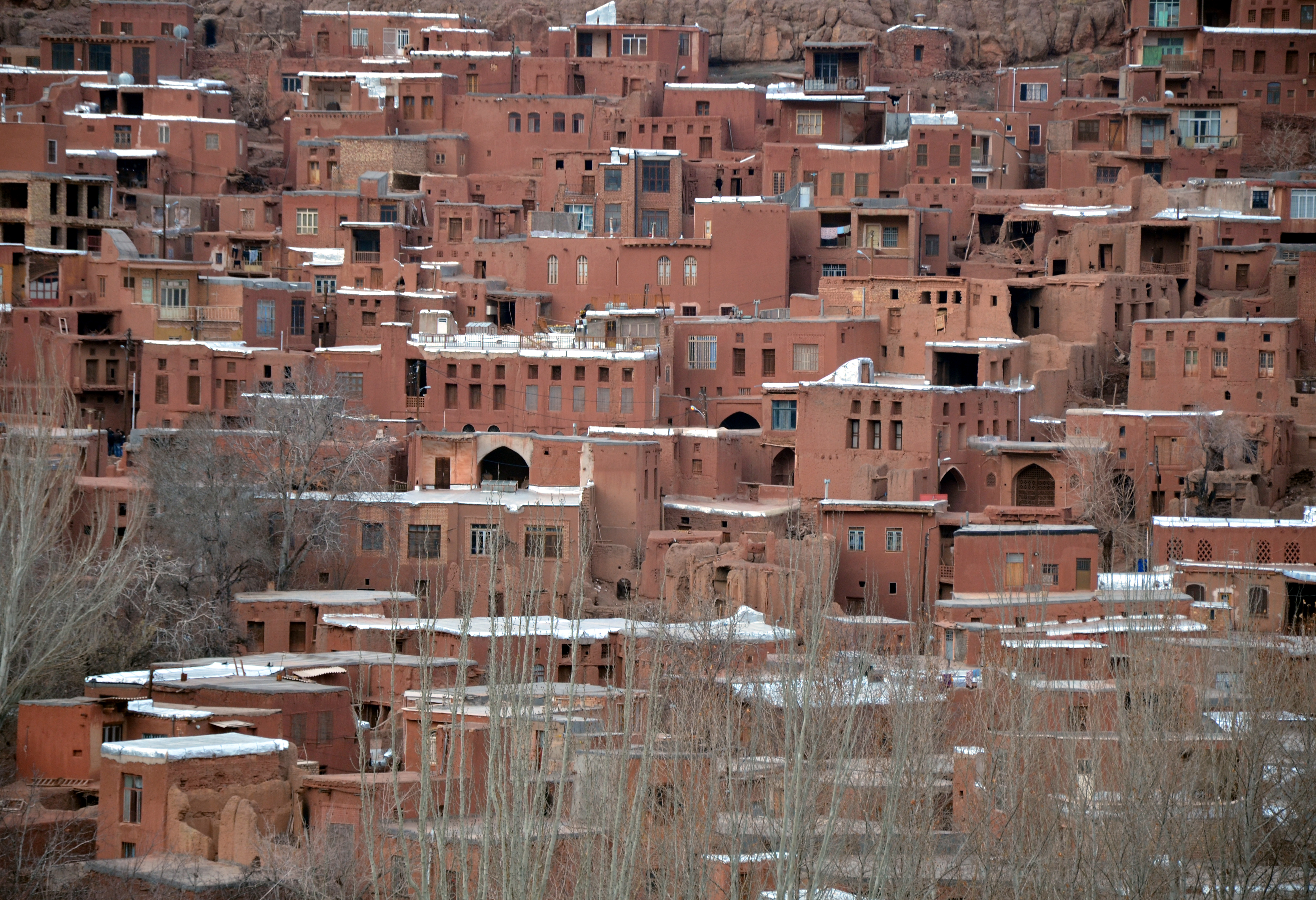
روستای تاریخی ابیانه

## جمعیت
این روستا در دهستان برزرود قرار دارد و براساس سرشماری مرکز آمار ایران در سال ۱۳۹۵، جمعیت آن ۳۰۱ نفر (۱۴۷ خانوار) بوده است.

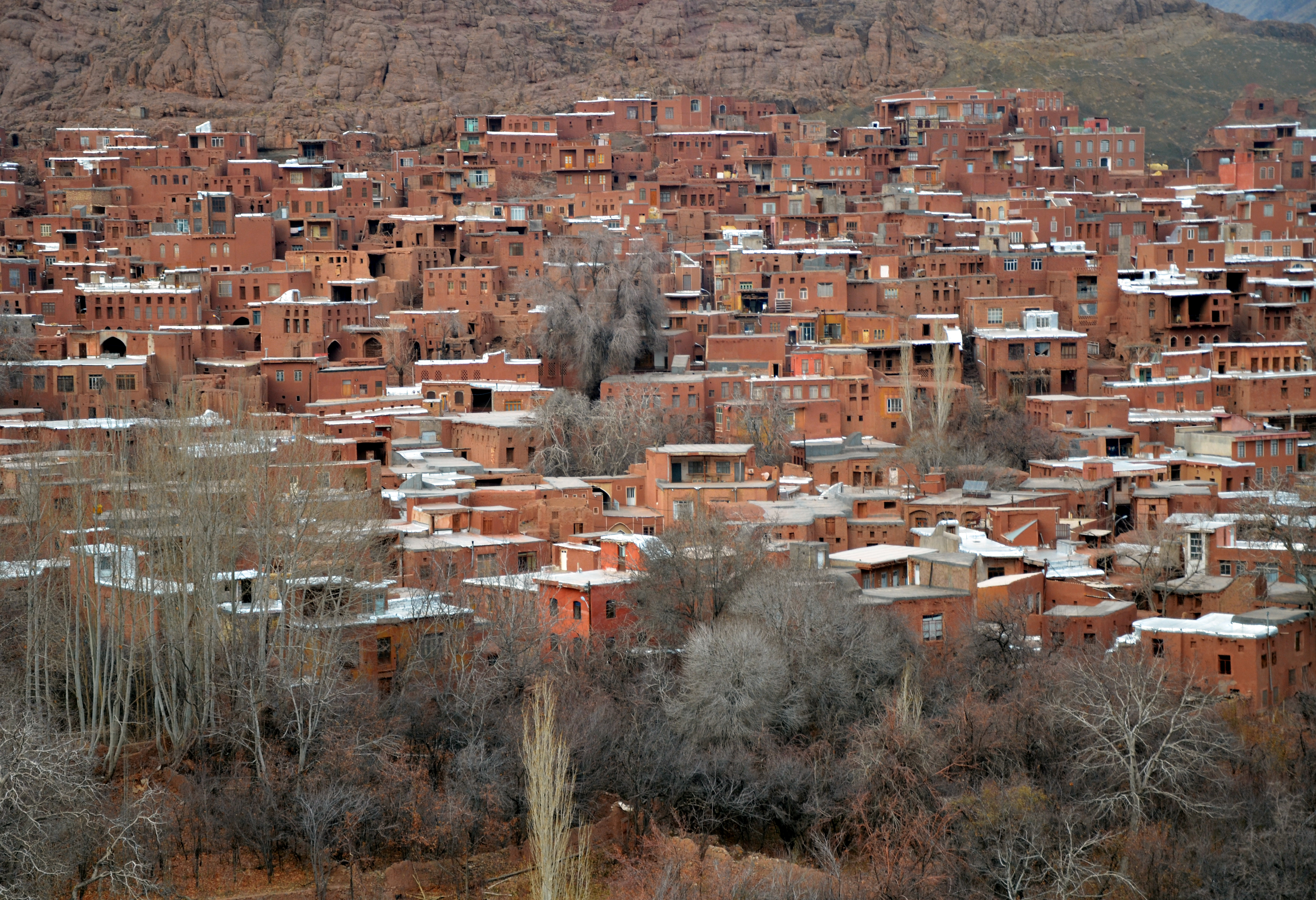
روستای تاریخی ابیانه

## معرفی
درحال حاضراسنادی که دقیقاً قدمت تاریخی ابیانه را معلوم کند در دست نیست؛ ولی پیشینهٔ چهار هزار و پانصد ساله را برای آن تخمین می‌زنند و آن را از کهن‌ترین زیست‌گاه‌های انسانی در حاشیه دشت کویر ایران می‌دانند. آثار و بناهای تاریخی که در ابیانه وجود دارد مربوط به دوره‌های ساسانی، سلجوقی، صفوی و قاجار است. این آثار نشان‌دهندهٔ قدمت تاریخی این زیست‌گاه انسانی است.
شمار خانه‌های ابیانه در سرشماری سال ۱۳۶۰ برابر با ۵۰۰ واحد برآورد شد. این خانه‌ها به‌طور کامل بر روی دامنه شیب‌دار شمال رودخانه برزرود بنا شده است. ابیانه در نگاه نخست، روستایی چند طبقه به‌نظر می‌آید که در بعضی موارد تا چهار طبقهٔ آن را می‌توان مشاهده کرد. اتاق‌ها به پنجره‌های چوبی ارسی مانند مجهز هستند و اغلب دارای ایوان‌ها و طارمی‌های چوبی پیش آمدهٔ مشرف بر کوچه‌های تنگ و تاریک‌اند که خود به صورت مناظر جالبی درآمده است. نمای خارجی خانه‌ها، با خاک سرخی که معدن آن در مجاورت روستا قرار دارد پوشیده شده است. در ساخت خانه‌ها غالباً از آجر قزاقی استفاده شده است. از آنجا که در دامنه‌های شیب‌دار فضای کافی برای ساختن خانه‌های موردنیاز وجود ندارد در این روستا چنین رسم شده است که هر خانواده انبار غار مانندی در تپه‌های یک کیلومتری روستا، در کنار جاده و نرسیده به ابیانه، ایجاد نماید. این غارها که در دل تپه‌ها حفر شده‌اند و از بیرون تنها درهای کوتاه و محقر آن آشکار است برای نگهداری دام و نیز آذوقهٔ زمستانی و اشیاء غیرضروری مورد استفاده قرار می‌گیرد.
ابیانه روستایی در دامنه کوه با نماهای کاهگلی قرمز با زیر طاقی‌های سفید و پنجره‌های مشبک زیبا و چوبی است که هرچه در آن دیده می‌شود جلوه‌های از گذشته‌های دور دارد. مردم ابیانه به‌سبب کوهستانی بودن منطقه و دور بودن محل آن‌ها از مراکز پرجمعیت و راه‌های ارتباطی، سده‌ها در انزوا زیسته و در نتیجه بسیاری از آداب و رسوم قومی و سنتی و ازجمله زبان و لهجهٔ قدیم خود را حفظ کرده‌اند. زبان مردم ابیانه از زبان‌های ایرانی شمال غربی که البته در طول زمان دچار تغییر و تحولات زیادی شده و اکنون فقط تعداد کمی از واژه‌های اصیل پهلوی در گویش آنان شنیده می‌شود. پوشش سنتی، هنوز هم میان آن‌ها رواج دارد و در حفظ آن تأکید و تعصب از خود نشان می‌دهند. در مردان ٫شلوار گشاد و درازی از پارچهٔ سیاه (دوید یا همان دبیت) و در زن‌ها، پیراهن بلندی از پارچه‌های گل‌دار و رنگارنگ است. زن‌های ابیانه معمولاً چارقدهای سفیدرنگی بر سر دارند.

## آتشکده
قدیمی‌ترین اثر تاریخی ابیانه آتشکده‌ای است که مانند دیگر بناهای دِه در سراشیبی قرار گرفته است. آتشکده ابیانه را نمونه‌ای از معابد زرتشتی دانسته‌اند که در جوامع کوهستانی ساخته می‌شد.

## قلعه‌ها
ابیانه سه قلعه دارد که عبارتند از:

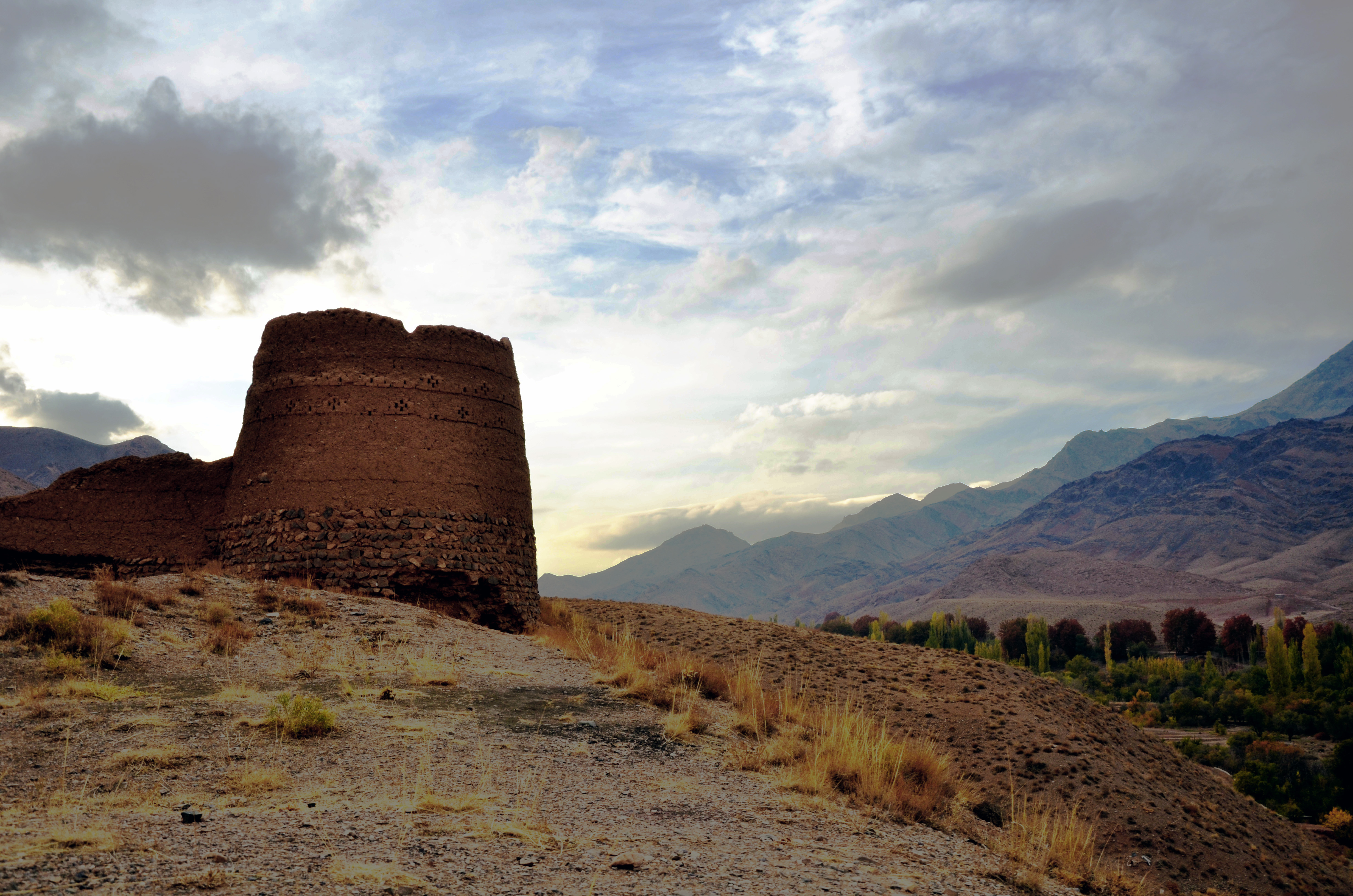
قلعه کهن ابیانه

1. پال همونه یا تخت‌هامان که در جنوب غربی ابیانه قرار دارد و متعلق به محله بالا و یوسمون است. این قلعه حدود ۲۰۰ سال پیش‌ساخته شده و سند ساخت آن نیز موجود است. در این سند سهم افراد در ساخت قلعه مشخص شده است.
2. هرده که در شمال شرقی روستا قرار دارد و به محله هرده تعلق دارد.
3. پاله که در شمال غربی روستا قرار دارد و به محله پل تعلق دارد.

این قلعه‌ها مربوط به دوره‌های یاغیگری بوده که مردم برای حفظ امنیت خود در مقابل یاغی‌های محلی ساخته‌اند و در آن به نوبت کشیک می‌داده‌اند.

## زیارت‌گاه‌ها

### زیارتگاه هینزا
این زیارتگاه در جنوب شرقی ابیانه در دره باریکی قرار دارد. در دل صخره‌های این دره، تو رفتگی وجود دارد که ساختمان امامزاده در جلوی آن ساخته شده است، و تو رفتگی نیز همانند غاری، جزئی از ساختمان زیارتگاه شده است. ظاهراً این زیارتگاه مربوط به بی بی زبیده خاتون، بنت موسی بن جعفر است. اهالی عنوان می‌کنند که بی بی زبیده خاتون تحت تعقیب بوده و مردم ابیانه وی رادر این اتاقک پناه داده، سپس به روستای هنجن برده‌اند. در هنجن نیز زیارتگاه بزرگی متعلق به ایشان ساخته شده است. زیارتگاه هینزا در واقع گذرگاه بی‌بی زبیده خاتون است. برخی نیز عنوان کردند که این زیارتگاه مربوط به زمان آناهیتا است. طبق باور مردم این مکان معجزه‌نما است و در آن مراسم خاصی برگزار می‌شود.

### زیارتگاه شاهزاده یحیی و شاهزاده عیسی
این زیارتگاه که در شرق ابیانه در محله هرده قرار دارد، بقعه شاهزاده یحیی و شاهزاده عیسی، فرزندان امام موسی بن جعفر است و برخلاف ساختمان‌های روستا دارای حیاط مرکزی است و آب‌نمای بزرگی که از شاخه اصلی نهر روستا سیراب می‌شود در وسط آن قرار دارد. این زیارتگاه گنبد هشت ضلعی با کاشی کاری فیروزه‌ای دارد. رواق حرم منقش به کتیبه‌هایی است که اخیراً مرمت شده است. ایوان جنوبی آن به تپه جنوبی ابیانه مشرف است. در ضریح زیارتگاه نوشته‌ای وجود ندارد؛ ولی در سقف بنا تاریخ‌های مرمت بنا و اشعار و آیاتی نوشته شده است. عنوان می‌شود که در پشت تخته‌های سقف قیمت انواع غلات، چون جو و گندم در زمان گذشته را نوشته‌اند. منبری چوبی و قدیمی نیز در ایوان جنوبی زیارتگاه قرار دارد. این زیارتگاه در سال ۱۳۸۶ توسط اهالی ابیانه بازسازی شده است.

## مساجد
ابیانه دارای یازده مسجد است که یکی از این مساجد قدیمی به نام مسجد جامع ابیانه (ملقب به میان‌ده) به شرح زیر است:
مسجد جامع: این مسجد در محله «میون ده» (میان ده) قرار دارد و دارای دو شبستان است که شبستان قدیمی آن به وسیله دری کوتاه به کوچه اصلی راه دارد. کف آن شبستان چوبی است. در دیوار جنوبی این شبستان، محراب چوبی قدیمی قرار دارد که جزو آثار تاریخی با ارزش روستای ابیانه است که تاریخ ساخت آن به سال ۴۷۷ ه‍.ق بر می‌گردد. روی این محراب نقش گل و بوته کنده کاری شده و با خطوط برجسته کوفی سوره «یس» در آن حک شده است. برخی نیز عقیده دارند به خط میخی نیز نوشته دارد. این مسجد منبری چوبی دارد که مربوط به دوره سلجوقیان است و تاریخ ساخت آن ۴۶۶ ه‍.ق است، روی این منبر نقوش گل و بوته، گل هشت پر و کتیبه‌هایی به خط کوفی وجود دارد. در ورودی مسجد نیز با نقش گل و بوته و خطوط برجسته، کنده‌کاری شده است. این در، یک بار نیز مورد سرقت قرار گرفته است. شبستان جدید این مسجد سالن بزرگی است که در محوطه میانی آن نورگیری در سقف قرار گرفته است. در این سالن ستون‌هایی با سرستون کنده کاری شده قرار دارد. سقف این سالن به صورت تخته پوش از چوب گردو است که با نقوش منظم هندسی قاب‌بندی شده است. این سقف از نوع کرکس پوش است (به شکل بال گسترده کرکس است) و بر روی آن کتیبه‌هایی از آیات قرآن وجود دارد.

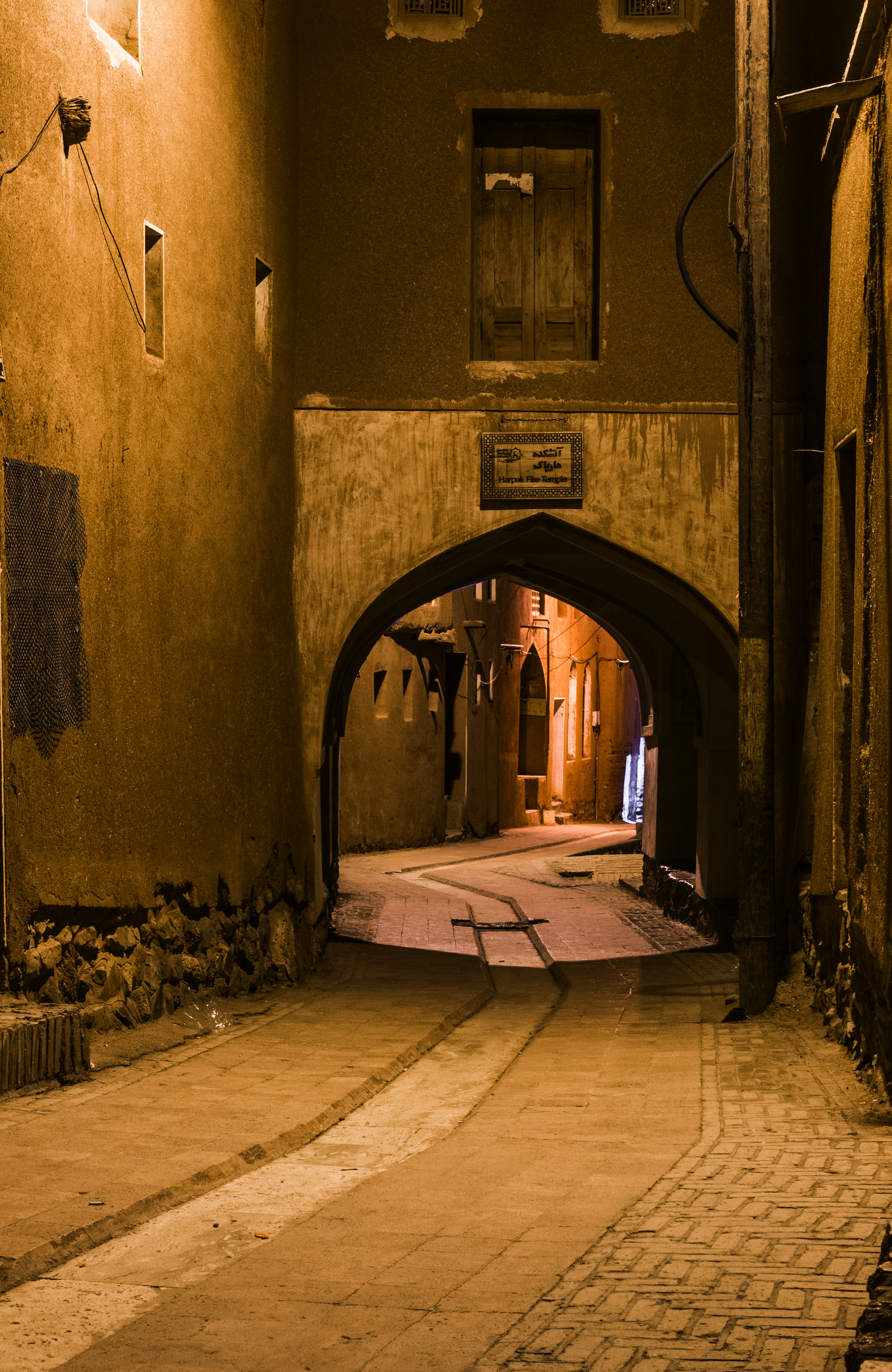
نمایی از کوچه‌های ابیانه و آتشکده

مسجد حاجتگاه
مسجد پرزله
مسجد پنجه علی
مسجد یوسمون
مسجد بی بی زبیده خاتون

## نگارخانه

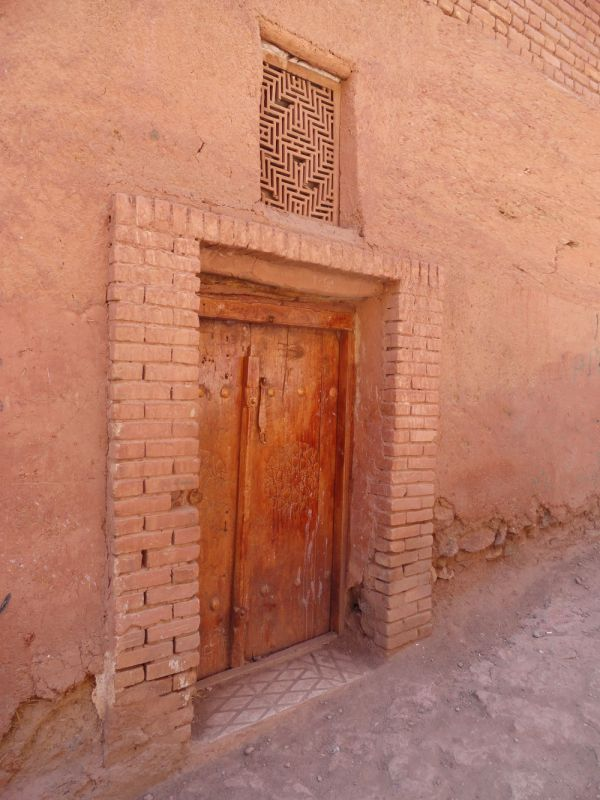
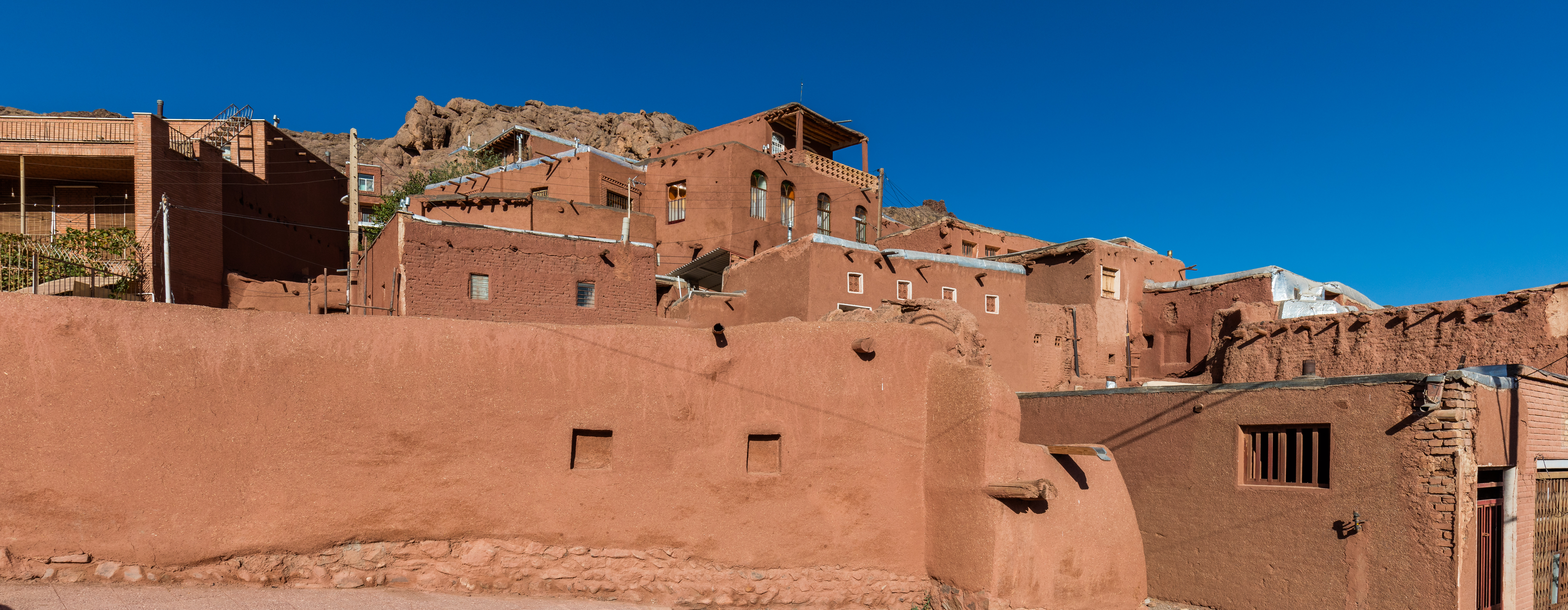
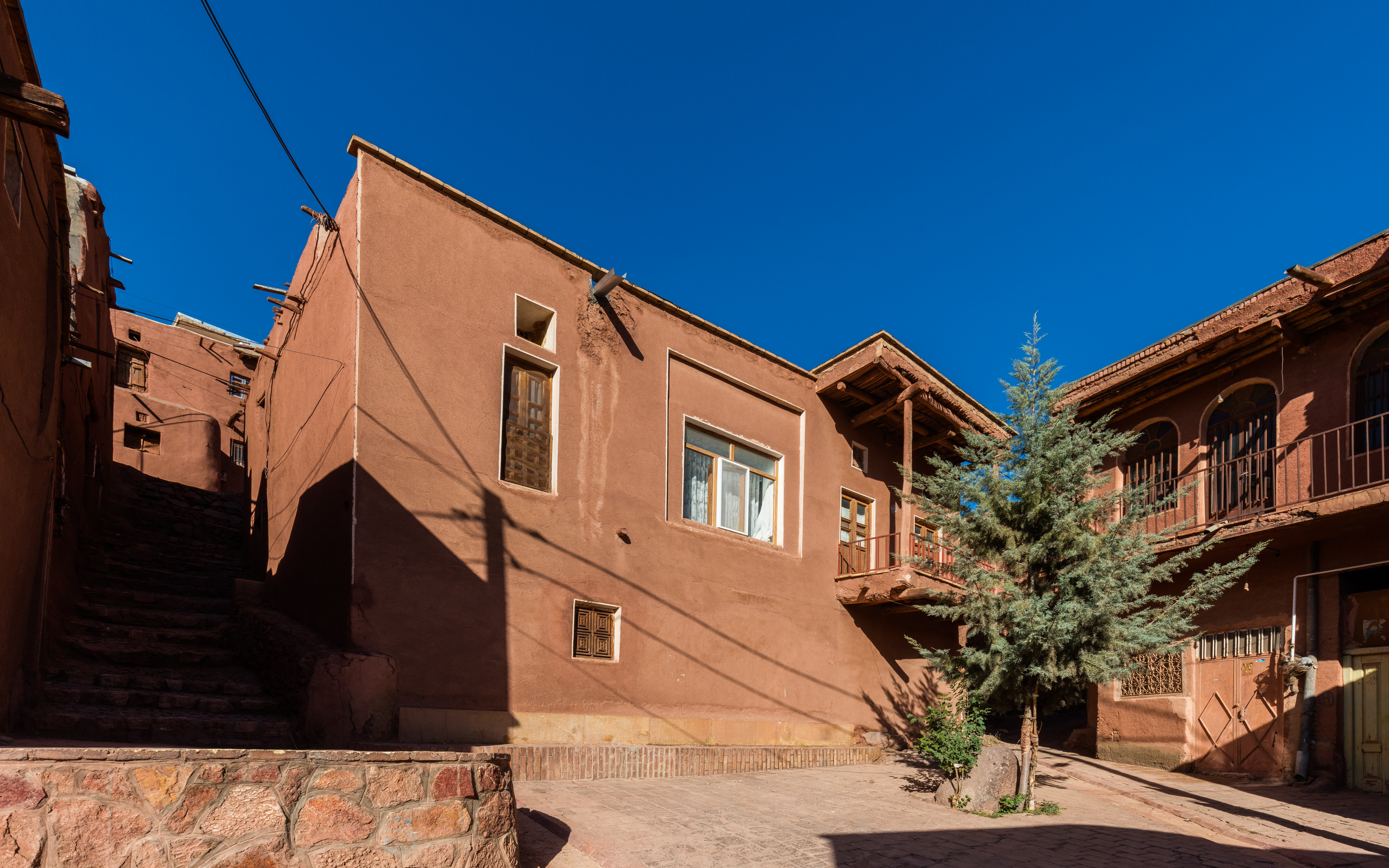
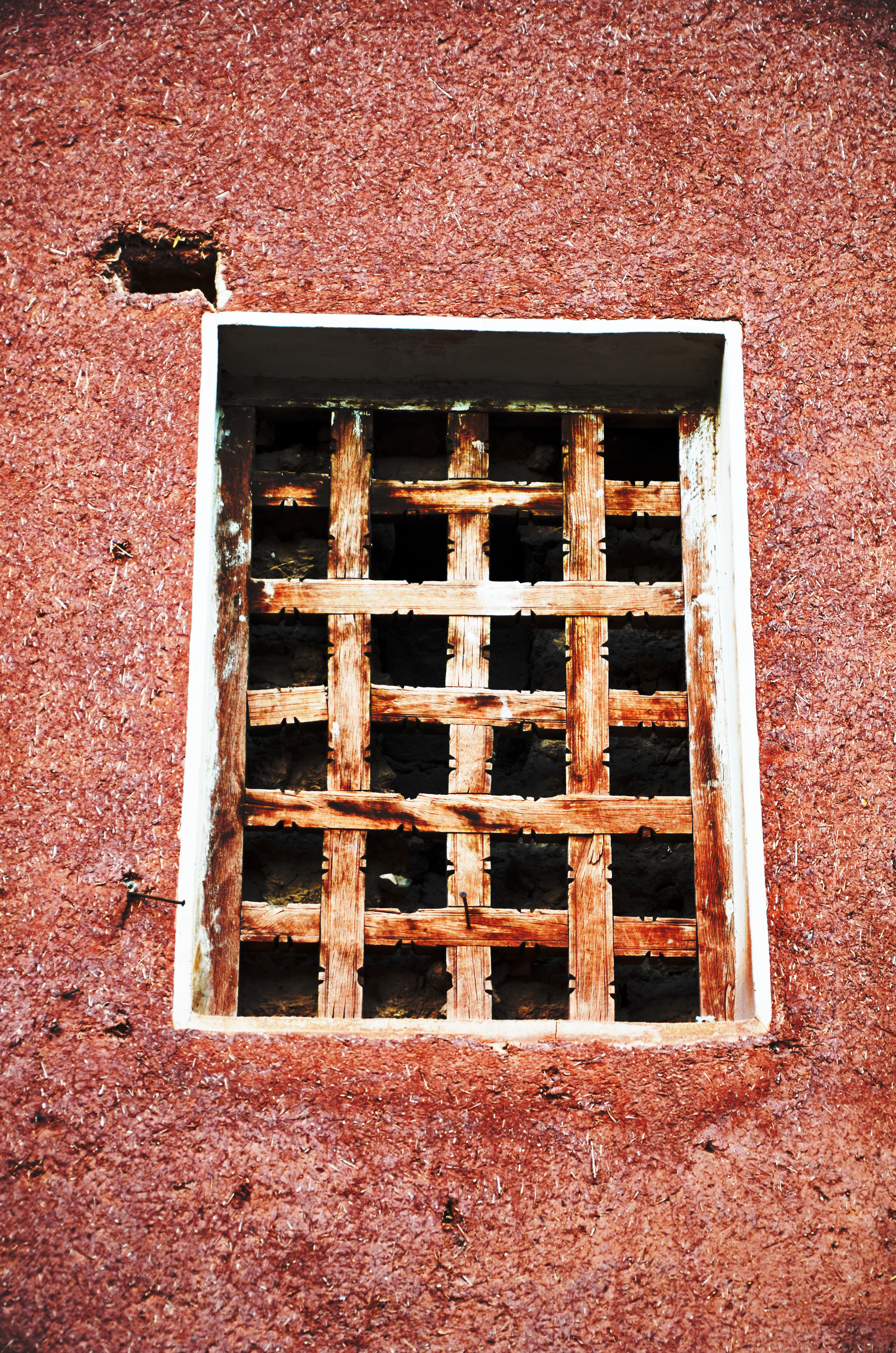
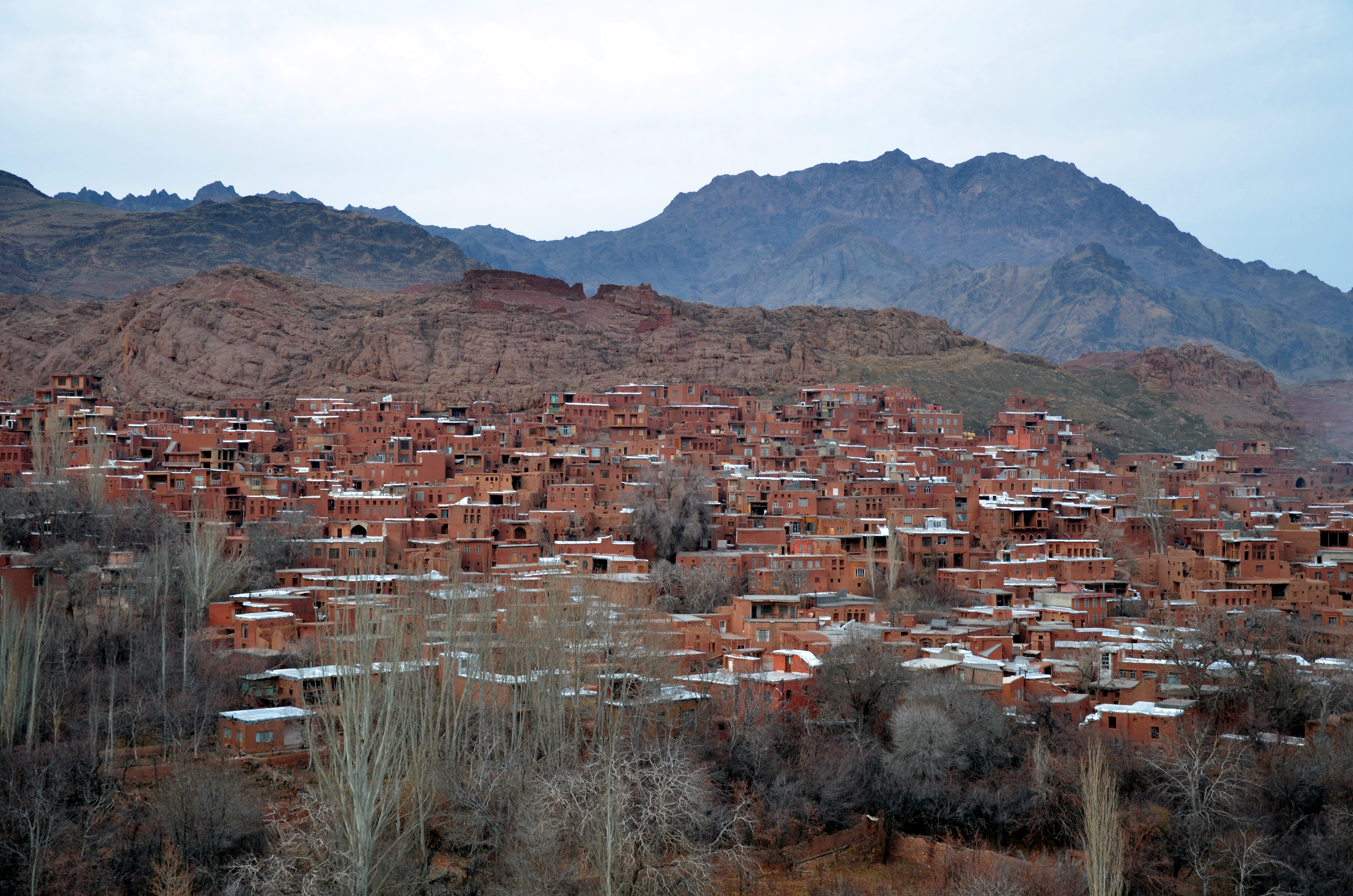
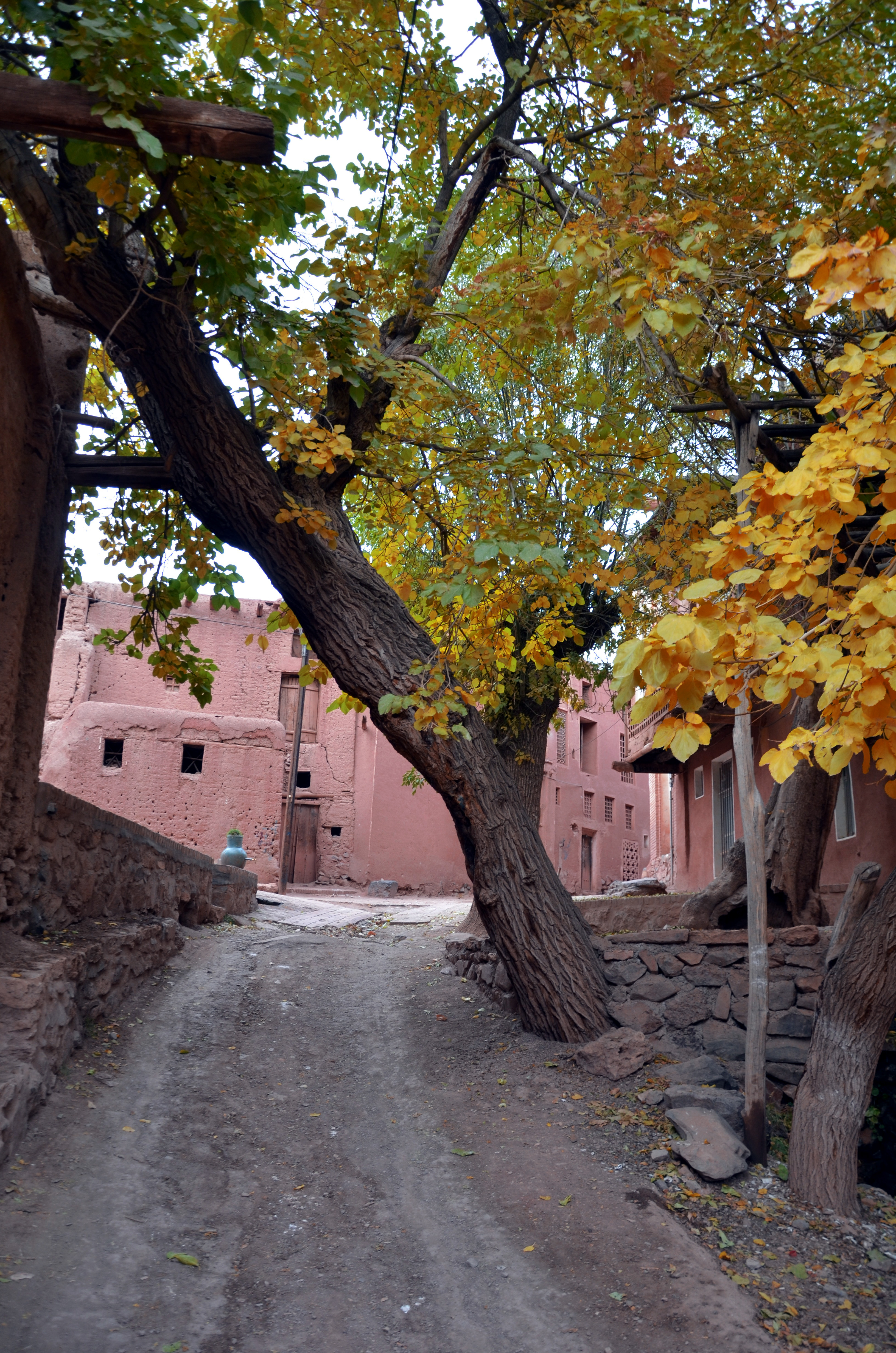
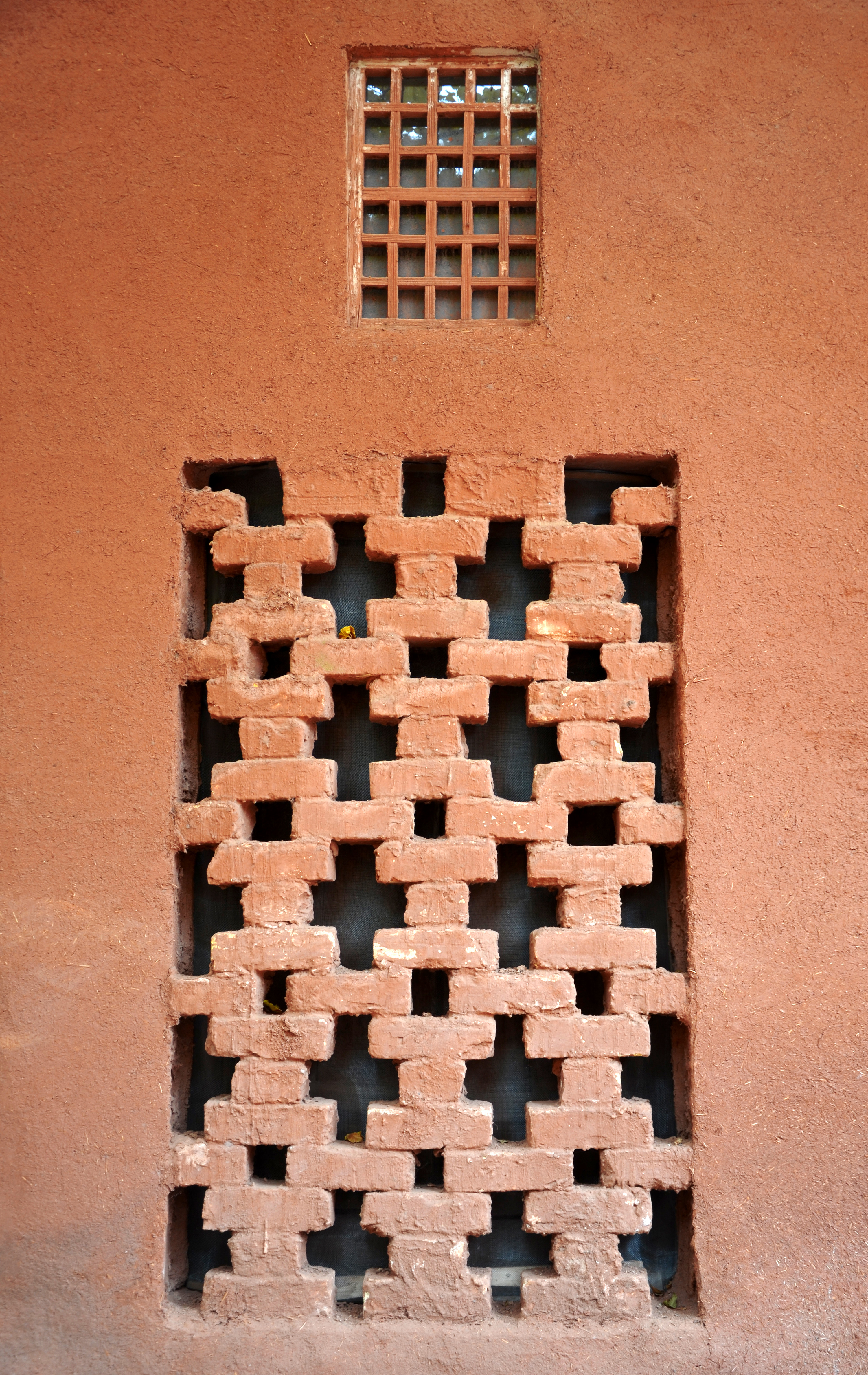
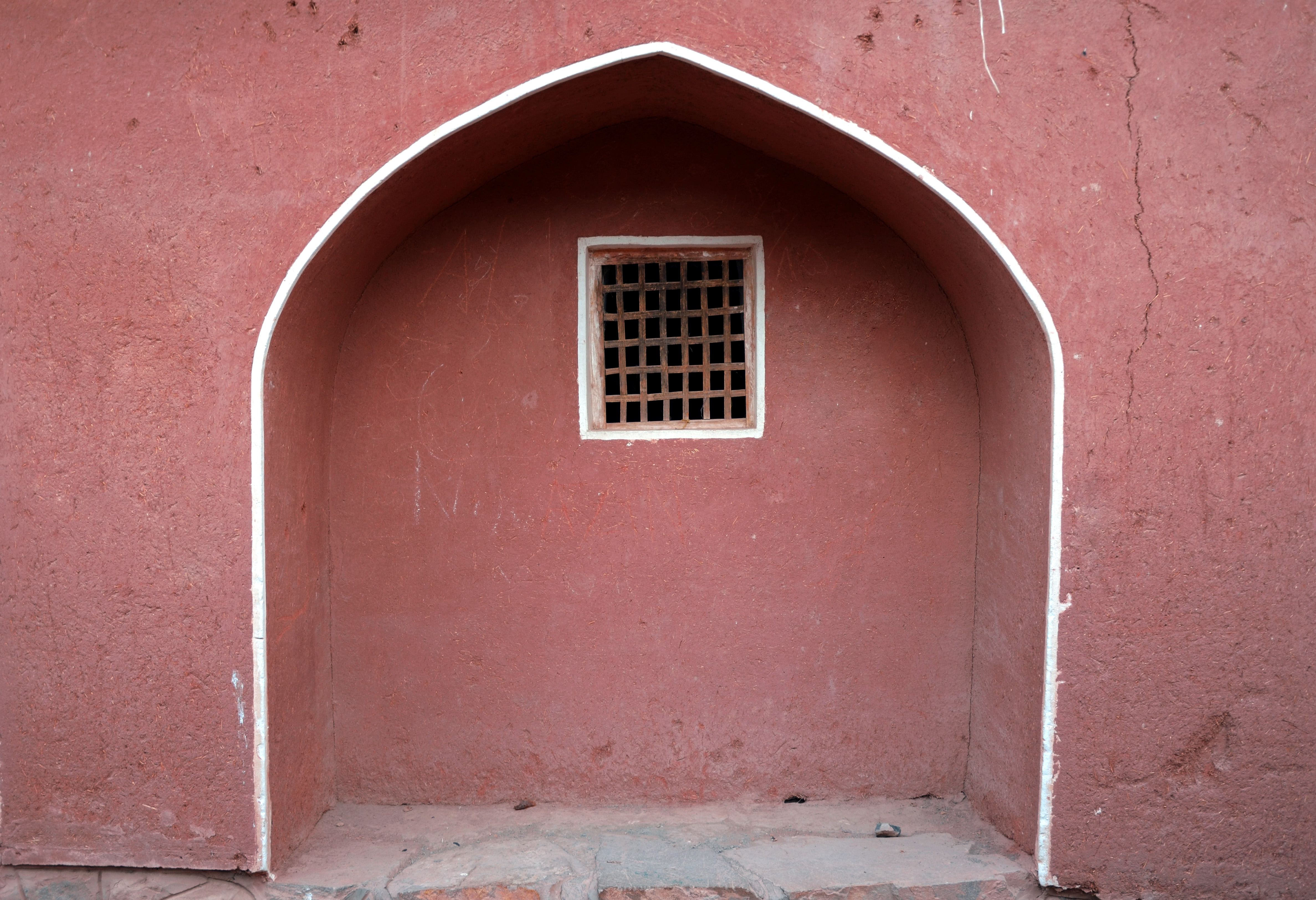
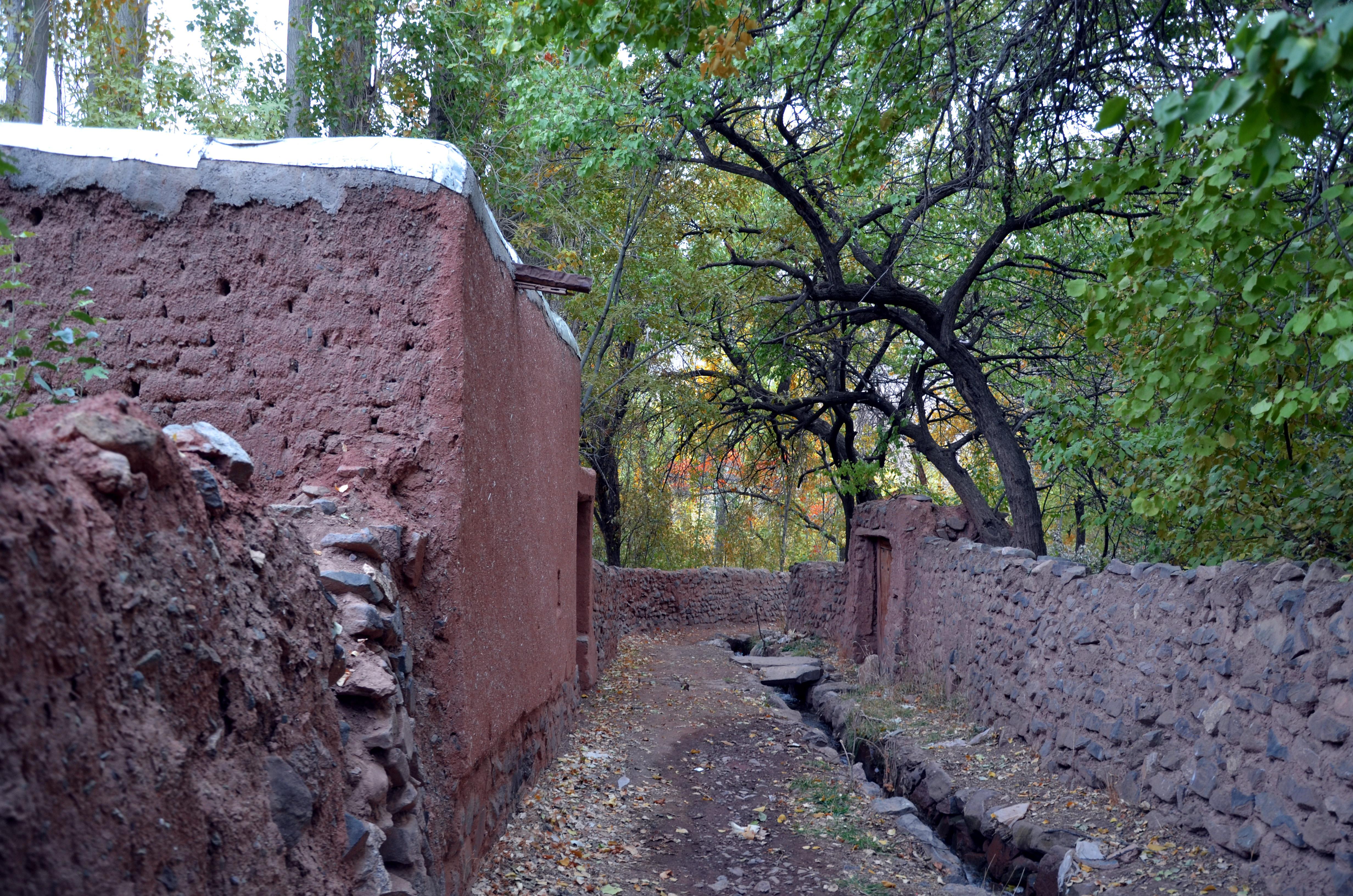
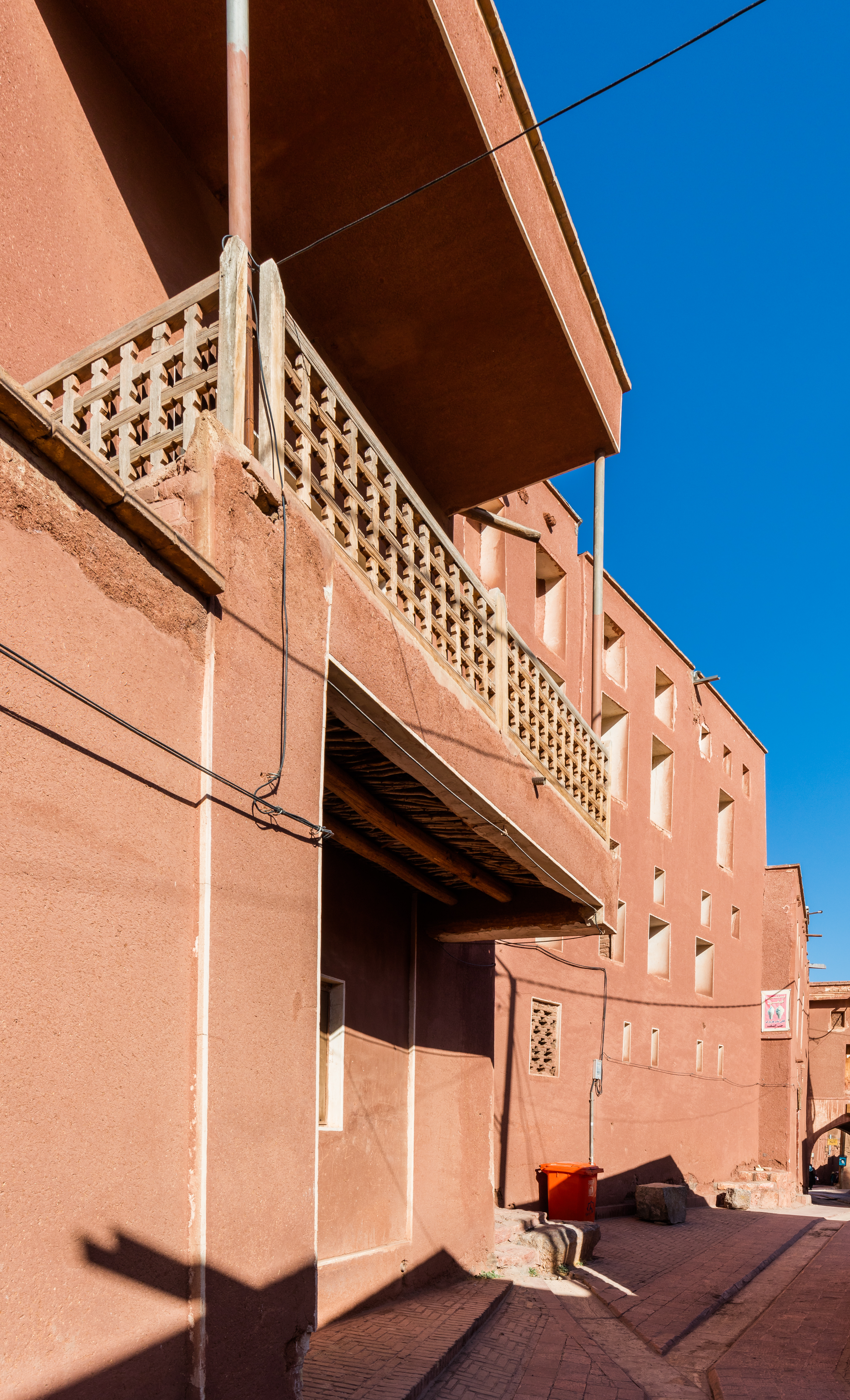
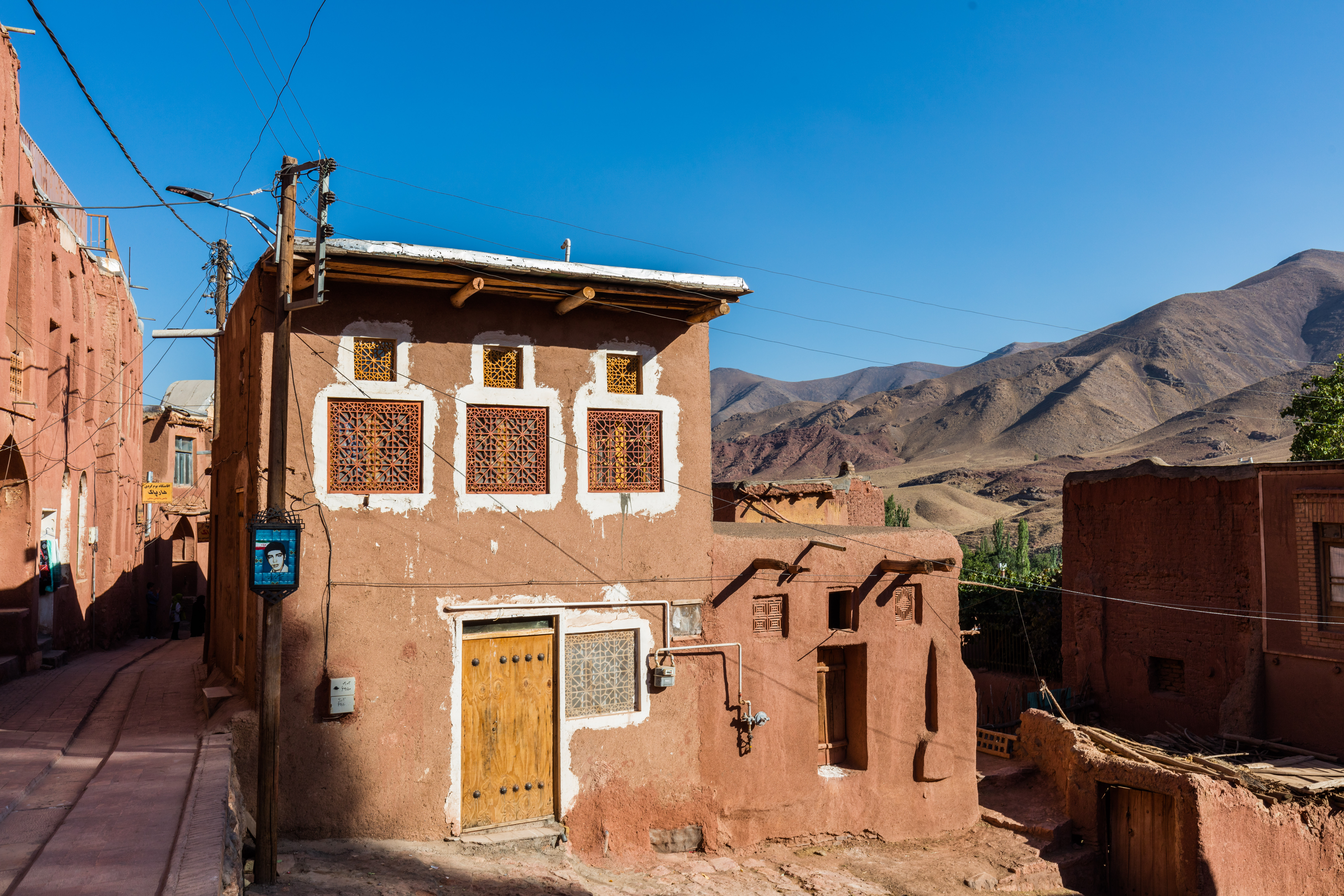
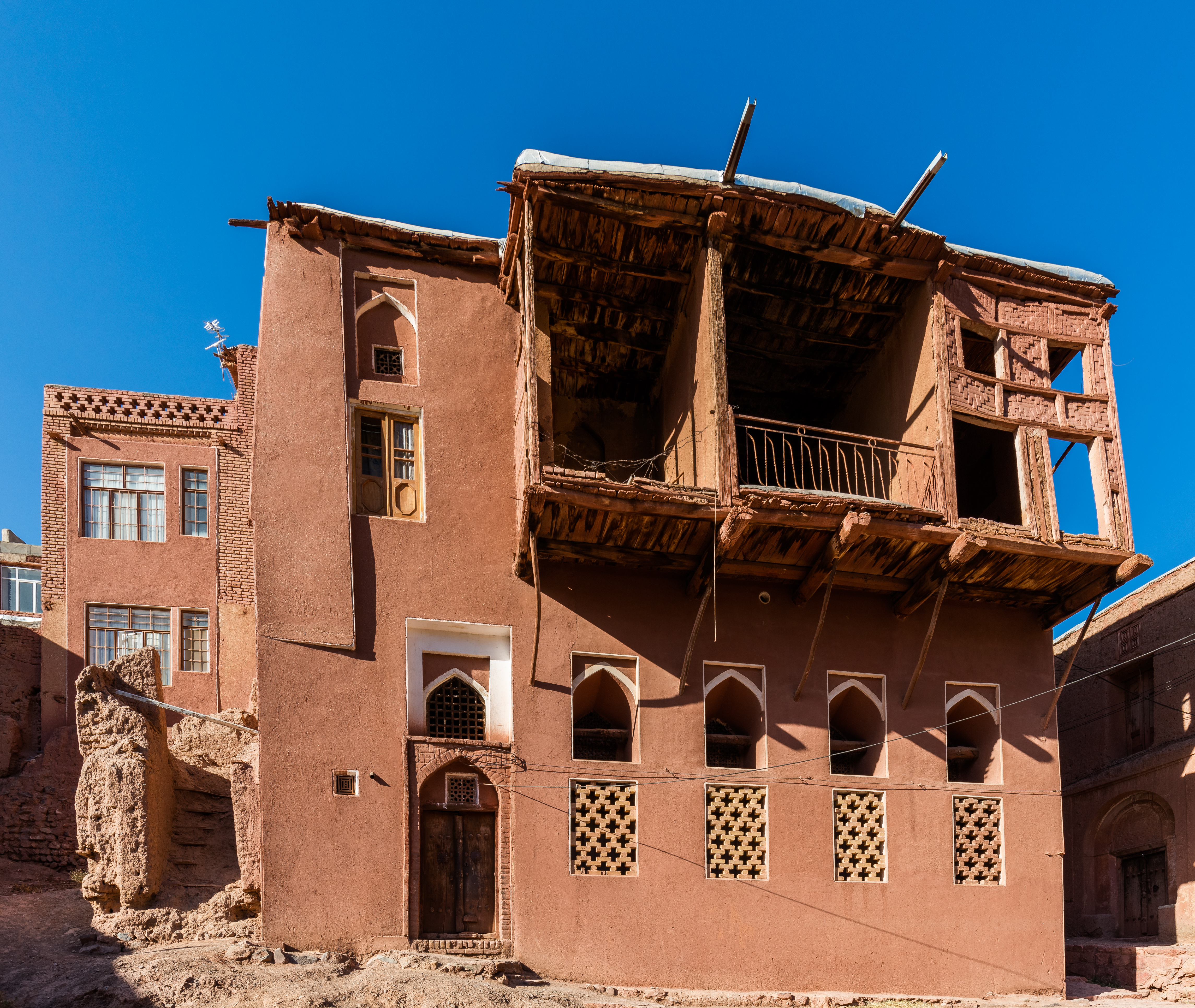
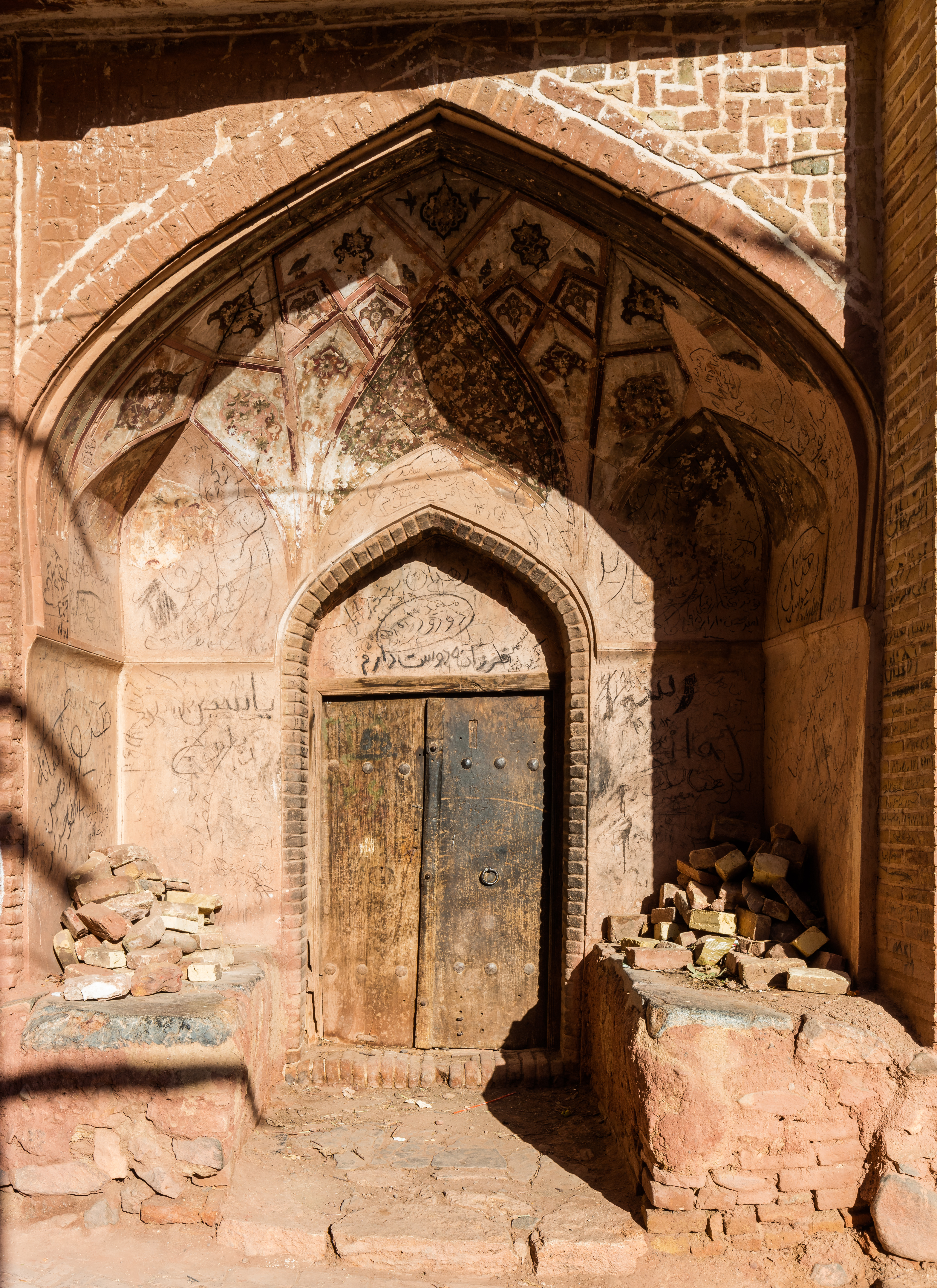
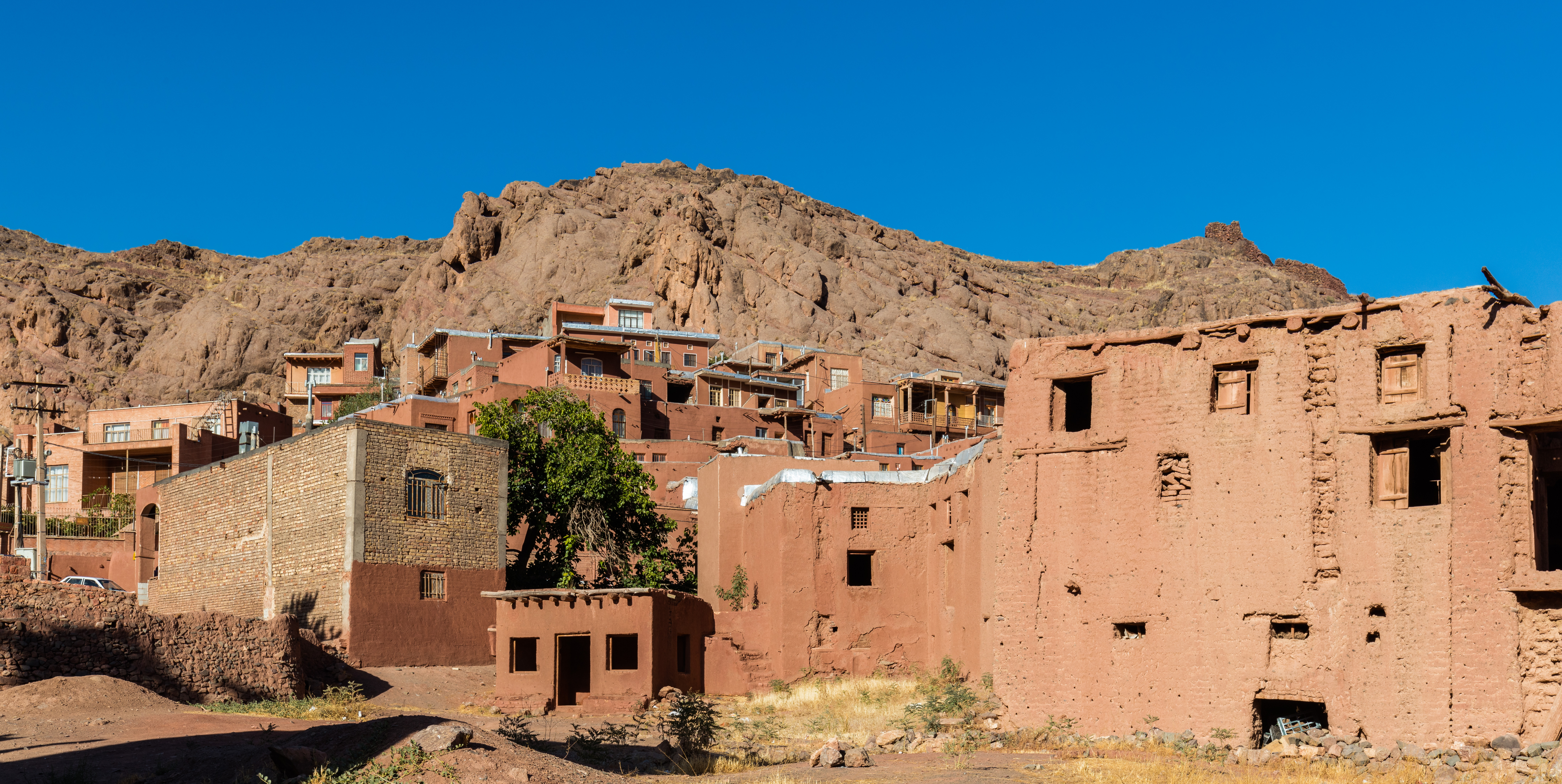
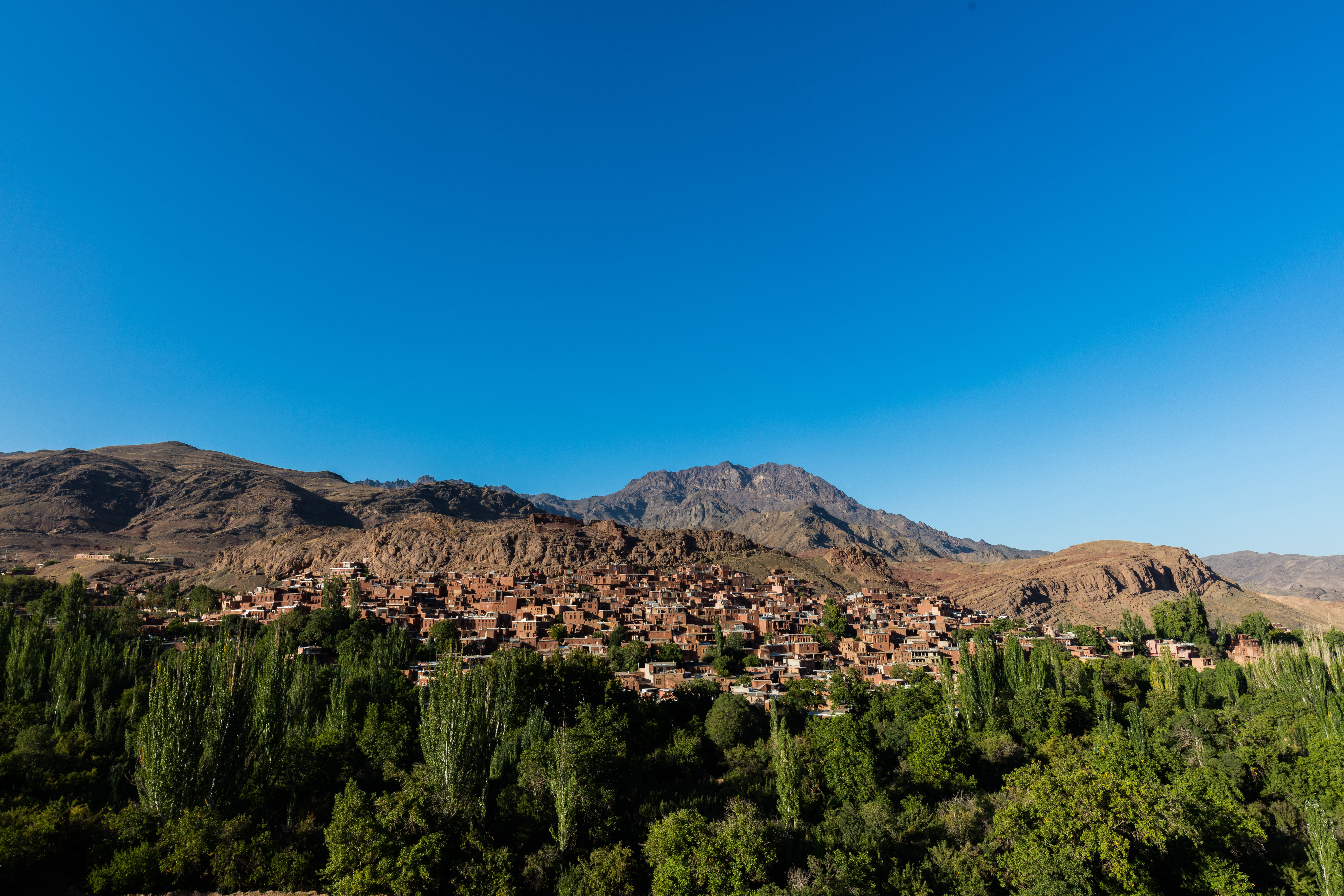
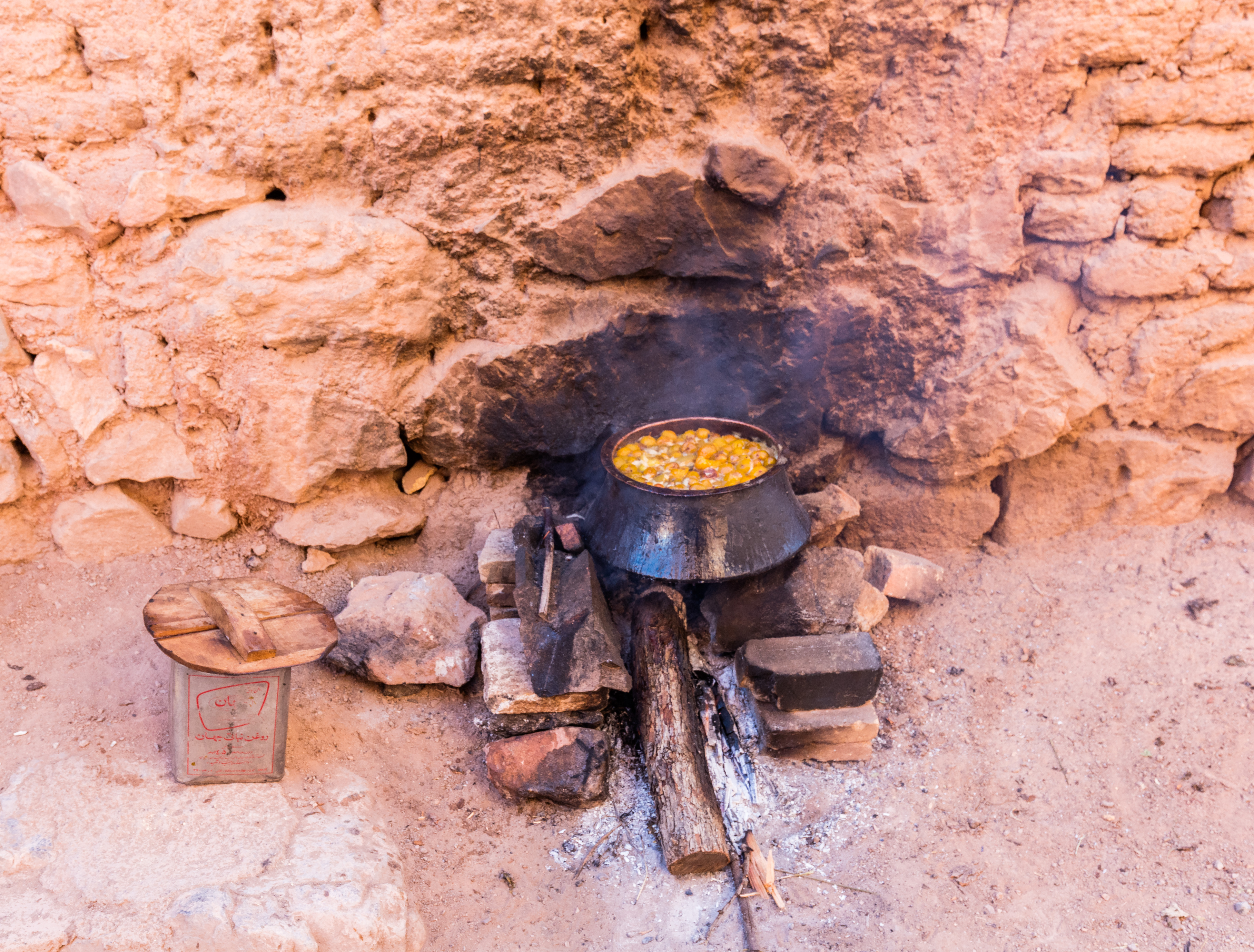
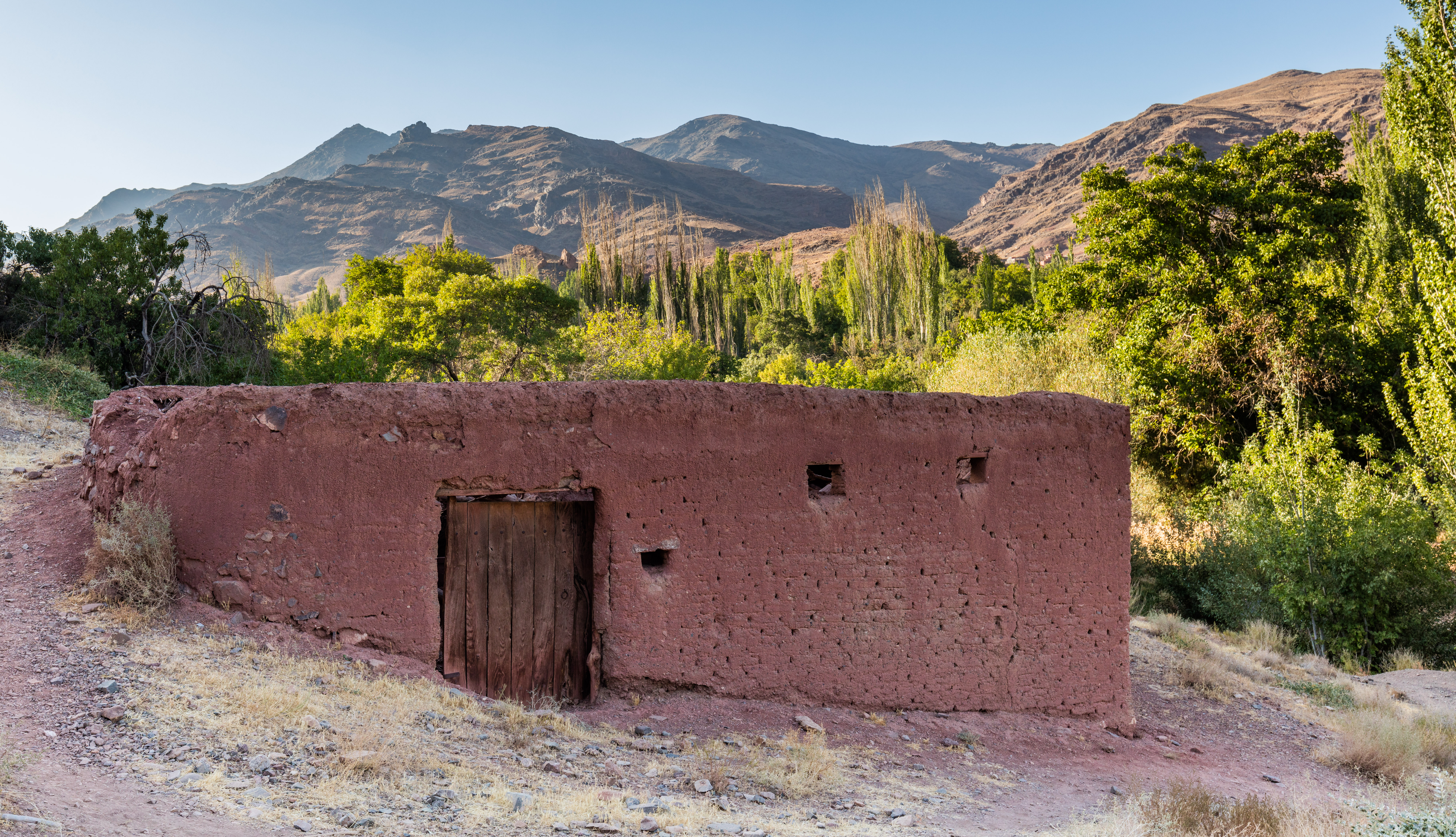
طویله
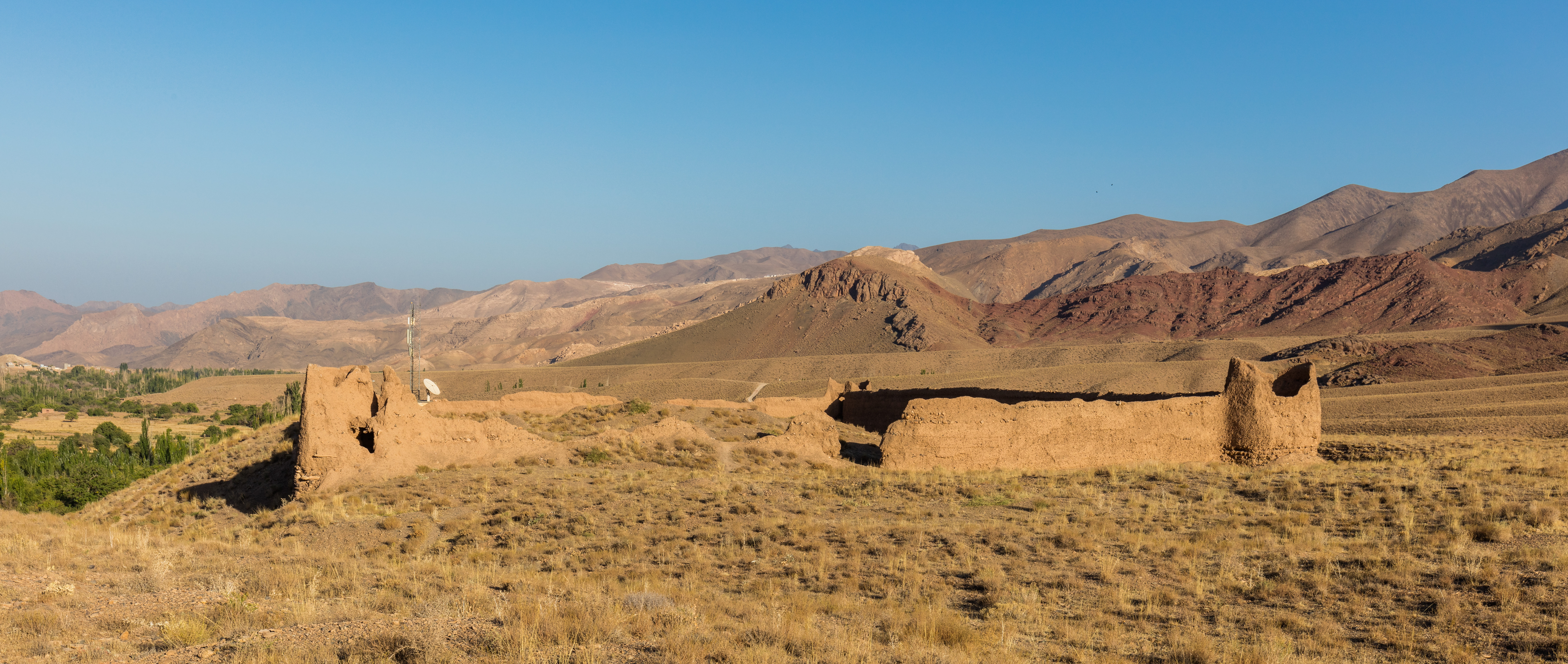